# 937 (numero)
Novecentotrentasette (937) è il numero naturale dopo il 936 e prima del 938.

## Proprietà matematiche
- È un numero dispari.
- È un numero primo.
- È un numero primo cugino (imparentato con il 941).
- È un numero primo troncabile a sinistra.
- È un numero stellato.
- È un numero palindromo nel sistema di numerazione posizionale a base 3 (1021201).
- È parte delle terne pitagoriche (215, 912, 937), (937, 438984, 438985).
- È un numero omirp.
- È un numero fortunato.
- È un numero felice.

## Astronomia
- 937 Bethgea è un asteroide della fascia principale.
- NGC 937 è un galassia spirale della costellazione di Andromeda.

## Astronautica
- Cosmos 937 è un satellite artificiale russo.